# エミリー・ハリエット・ペロー

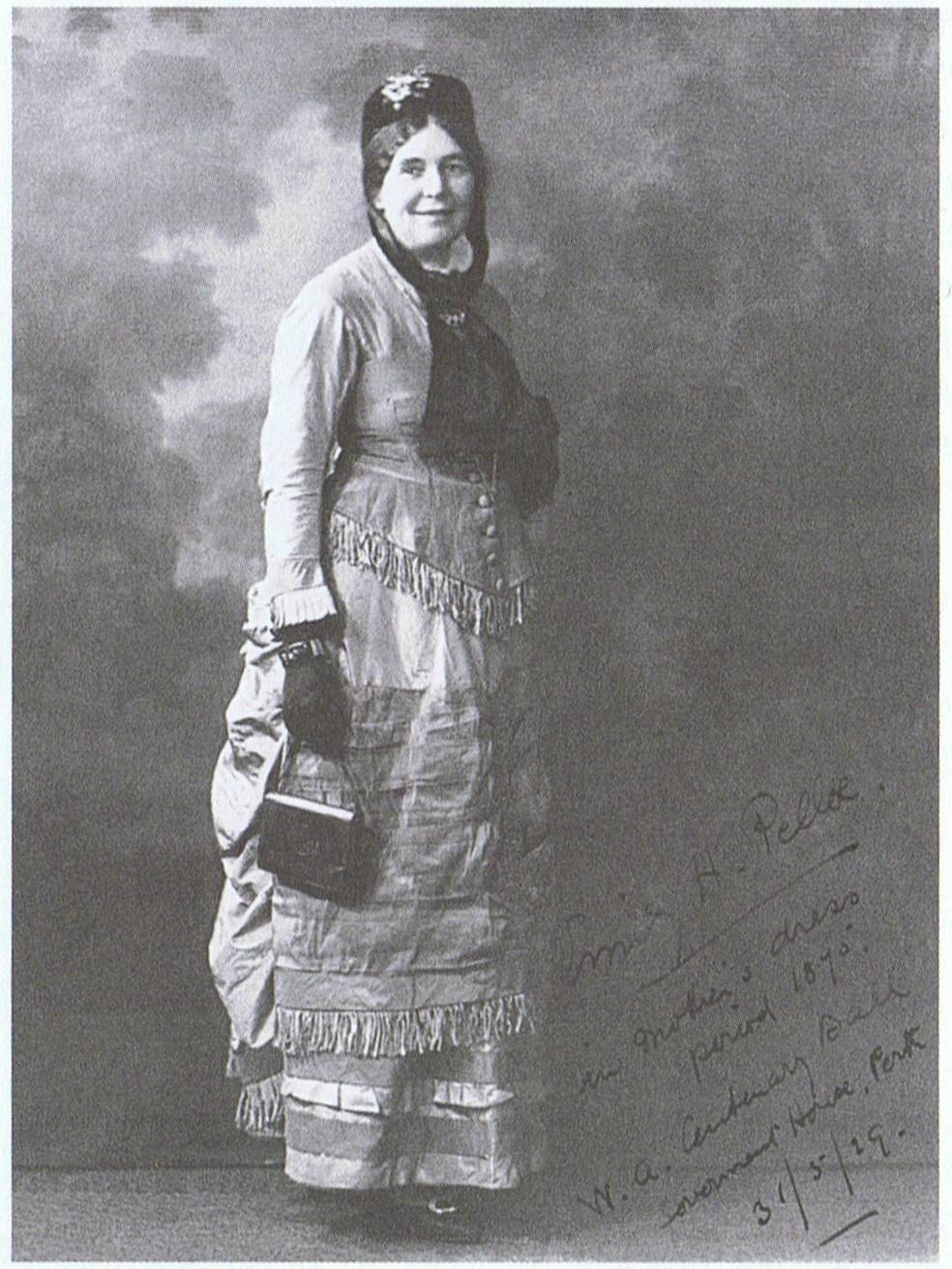
エミリー・ハリエット・ペロー

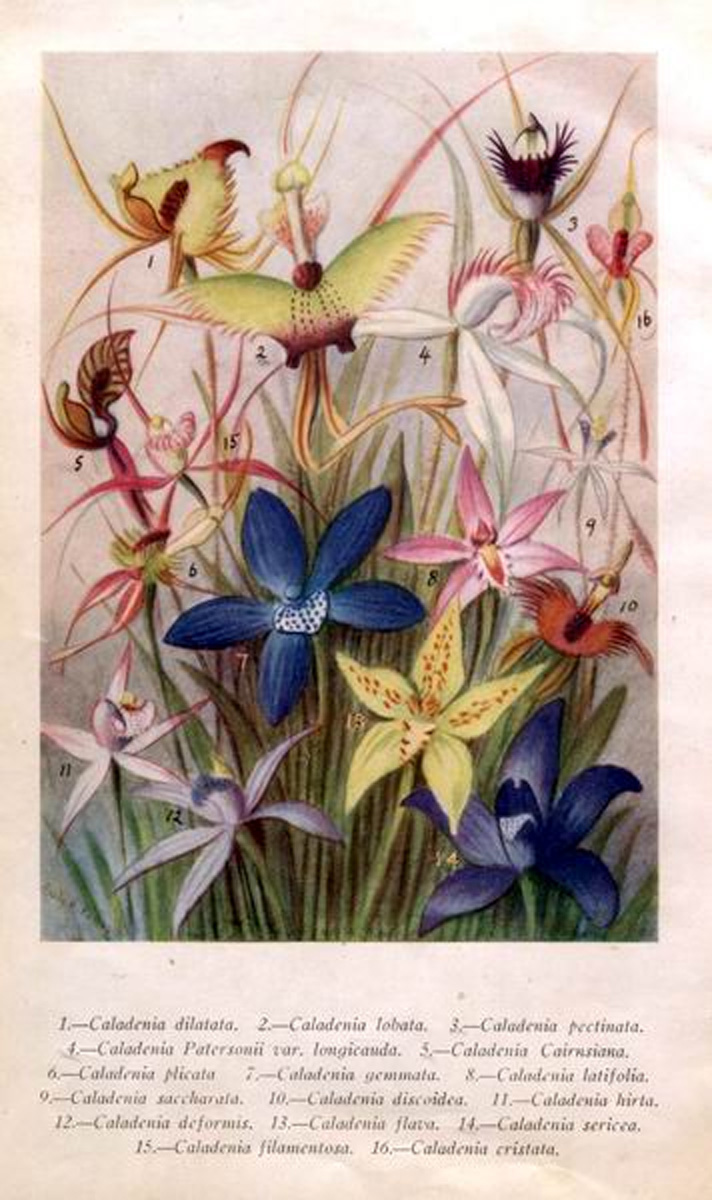
Caladenia
West Australian Orchidsの図版

エミリー・ハリエット・ペロー（Emily Harriet Pelloe、1878年5月3日 – 1941年4月15日）は、オーストラリアの植物画家、西オーストラリアの花に関する書籍の著者である。

## 略歴
ビクトリア州のセント・キルダで生まれた後、西オーストラリア州のパースに移った。結婚前の姓はシムズで乗馬が趣味であったが、1902年に銀行家のテオドール・ペローと結婚した後、植物学を学んだ。1920年に新聞 "The West Australian"に'Ixia',のペンネームでコラムを執筆し、地域婦人協会や作家クラブなどに参加した。
植物学者のチャールズ・オースティン・ガードナーと共同で、西オーストラリア州観光局の冊子を製作した。主著は。1921年の『西オーストラリアの野生の花』（"Wildflowers of Western Australia"）と1830年の『西オーストラリアのラン』（"West Australian Orchids"）でアマチュア植物学者や愛好家に受け入れやすい記述が行われた。健康を害して仕事をやめ、1941年に乗馬中に没した。翌年、ペローの作品は、夫から西オーストラリア大学に寄贈された。